# Русское кладбище в Уэстфорде
Русское кладбище в Уэстфорде (англ. Russian Cemetery, также известно как Russian Brotherhood Cemetery или Russian Orthodox National Cemetery) — русское православное кладбище в США.
Расположено на Patten Road в городе Уэстфорд, штат Массачусетс. Занимает площадь 1,33 акра (0,54 гектара).
Кладбище было основано в 1918 году Русским братством — общественной организацией, которая была координационным центром для белорусских иммигрантов, которые были завербованы агентами компании Abbot Worsted для работы на её заводах в Уэстфорде.
Русским православным христианам не разрешалось иметь захоронения на некоторых других городских кладбищах, что побудило их создать это уникальное место в городе как единственное кладбище, обслуживающее определённую этническую группу. В нём находится около 300 захоронений, причем значительное количество ранних захоронений отмечено надгробиями с надписью на кириллице. Кладбище остается открытым для захоронений представителей местной русско-американской общины.
В 2005 году кладбище было внесено в Национальный реестр исторических мест США (# 05001324).